# Nino Zucchelli
Nino Zucchelli (Clusone, 17 novembre 1913 – Bergamo, 24 giugno 1994) è stato un giornalista, regista e critico cinematografico italiano.

## Biografia
Nino Zucchelli nacque il 17 novembre 1913 a Clusone, in provincia di Bergamo, da Bortolo e Maddalena Fiorina. Dopo la separazione dei genitori si trasferì insieme alla madre e al fratello minore, a Casnigo. Successivamente si spostò a Bergamo dove ebbe l’opportunità di entrare a far parte della Confederazione dei Sindacati Fascisti dei Professionisti e degli Artisti della provincia di Bergamo. Frequentò la scuola dell’obbligo nella bergamasca per poi conseguire il diploma presso l’Istituto di Ragioneria Vittorio Emanuele II di Bergamo. Negli anni seguenti  si iscrisse alla facoltà di Economia e Commercio dell'Università commerciale Luigi Bocconi di Milano, ma abbandonò presto gli studi.
Nel 1942 decise di fondare la casa editrice Della Rotonda che si occupava principalmente della pubblicazione di opere il cui tema era prevalentemente artistico-culturale. Nino Zucchelli era anche un appassionato d'arte, attento alla ricerca di nuovi artisti, soprattutto sul territorio bergamasco. Per questo motivo creò uno spazio espositivo presso la Rotonda dei Mille a Bergamo; nella galleria venivano esposte non solo opere a carattere strettamente artistico ma anche di stampo architettonico. Tra il 1941 al 1960 ebbe modo di pubblicare come editore 94 opere.
Nel 1950 Nino Zucchelli divenne direttore de La Rivista di Bergamo, inizialmente conosciuta come  La Gazzetta di Bergamo. Tra il 1950 e il 1952 la diresse insieme a Giuseppe Pizzigoni. Rimase poi alla guida della rivista per più di quarant’anni, fino al 1994.
Nino Zucchelli ebbe anche un particolare interesse per l’arte e per il cinema. Si ricorda il suo impegno nell’organizzazione del Congresso internazionale di architettura moderna e anche nel coordinamento della Mostra Internazionale del Disegno Moderno nel 1950.
Dal 1958 al 1994 organizzò e diresse la Mostra Internazionale del Film d’Autore, fino al 1970 ospitata presso la città di Bergamo e poi trasferita a Sanremo. Le tematiche affrontate spaziavano dall’architettura all'arte contemporanea, fino al turismo italiano. Il festival valorizzò il cinema come strumento di analisi critica dell'opera d'arte e non solo come mezzo di propaganda. La mostra si dimostrò per lui un’occasione per viaggiare nell'Europa orientale e in Oriente alla costante ricerca di nuovi film e nuovi registi.

In seguito a un lungo e difficile periodo di malattia morì il 24 giugno 1994 agli Ospedali Riuniti di Bergamo e fu sepolto presso il cimitero monumentale della città. Il 17 novembre 2005, sulla parete della casa dove per anni ha abitato Nino Zucchelli, è stata esposta una targa in sua memoria:

## Filmografia

### Documentari
- Bartolomeo Colleoni (1955)
- La Carrara museo moderno (1956)
- Arlecchino maschera bergamasca (1957)
- Barocco e barocchismi provinciali (1957)
- Fantasie macabre e grottesche (1957)
- Immagini pittoriche d'altri tempi (1958)
- Sogno a Venezia[5] (1958)
- Milano di ieri e di oggi (1962)
- Prigionieri del mare (1960)
- Civiltà romana (1961)
- La fiaccola (1961)
- Uomini e mare (1961)
- Cent'anni fa (1962)
- La grande stagione (1962)
- La commedia degli Zani (1965)
- Arlecchino (1965)
- I tre mondi (1965)
- Vita e luoghi di Arlecchino (1965)
- Rome et le Christ (1966)
- Memorie di un legionario (1967)

### Sceneggiatore
- Galleria Carrara, regia di Corrado Maltese (1956)